# Trinité-et-Tobago aux Deaflympics
La Trinité-et-Tobago participe 1 fois aux Deaflympics d'été depuis 2013. Le pays n'a jamais participé aux Jeux d'hiver.

## Bilan général
L'équipe de Trinité-et-Tobago n'obtient aucun médaille des Deaflympics.
| Année | Médaille d'or, Jeux olympiques | Médaille d'argent, Jeux olympiques | Médaille de bronze, Jeux olympiques | Total | Rang |
| 2013  | 0                              | 0                                  | 0                                   | 0     | NC   |
| Total | 0                              | 0                                  | 0                                   | 0     |      |